# Kristijan Naumovski
Kristijan Naumovski (Macedonisch: Кристијан Наумовски) (Skopje, 17 september 1988) is een Macedonisch betaald voetballer die speelt als doelman. In juni 2023 verruilde hij Shkupi voor DPMM. Naumovski maakte in 2009 zijn debuut in het Macedonisch voetbalelftal.

## Clubcarrière
Naumovski brak door bij FK Rabotnički Skopje, waar hij in het seizoen 2008/09 een basisplaats onder de lat veroverde. Deze plaats behield de doelman twee seizoenen. In de zomer van 2010 verkaste hij naar Dinamo Boekarest, waar hij reservedoelman werd. Deze plaats was vrijgekomen na de terugkeer van Bogdan Lobonț naar AS Roma. Hij won met Dinamo de Cupa României in 2013. In de zomer van 2014 liet hij de Roemeense club achter zich, na er achtentwintig competitiewedstrijden voor te zijn uitgekomen. Hij tekende later een eenjarige verbintenis bij Levski Sofia in Bulgarije. In februari 2015 keerde hij terug bij Dinamo Boekarest, waar hij voor een half jaar tekende. Na dat halve jaar, waarin hij acht wedstrijden speelde, vertrok hij naar Hong Kong om daar voor Hong Kong Pegasus te gaan spelen. In december 2017 verkaste de Macedonische doelman naar Birkirkara. Anderhalf jaar later nam competitiegenoot Balzan hem over. Medio 2020 keerde Naumovski bij Shkupi terug naar Noord-Macedonië. Medio 2023 vertrok de doelman naar Brunei om voor DPMM te gaan spelen.

## Clubstatistieken
| Seizoen | Club              | Competitie     | Competitie | Competitie | Beker | Beker | Internationaal | Internationaal | Totaal | Totaal |
| Seizoen | Club              | Competitie     | Wed.       | Dlp.       | Wed.  | Dlp.  | Wed.           | Dlp.           | Wed.   | Dlp.   |
| ------- | ----------------- | -------------- | ---------- | ---------- | ----- | ----- | -------------- | -------------- | ------ | ------ |
| 2008/09 | Rabotnički Skopje | Prva Liga      | 11         | 0          | 0     | 0     | —              | —              | 11     | 0      |
| 2009/10 | Rabotnički Skopje | Prva Liga      | 20         | 0          | 0     | 0     | 4              | 0              | 24     | 0      |
| 2010/11 | Dinamo Boekarest  | Liga 1         | 7          | 0          | 0     | 0     | —              | —              | 7      | 0      |
| 2011/12 | Dinamo Boekarest  | Liga 1         | 4          | 0          | 3     | 0     | 0              | 0              | 7      | 0      |
| 2012/13 | Dinamo Boekarest  | Liga 1         | 10         | 0          | 0     | 0     | 0              | 0              | 10     | 0      |
| 2013/14 | Dinamo Boekarest  | Liga 1         | 7          | 0          | 1     | 0     | —              | —              | 8      | 0      |
| 2014/15 | Levski Sofia      | Parva Liga     | 3          | 0          | 2     | 0     | —              | —              | 5      | 0      |
| 2014/15 | Dinamo Boekarest  | Liga 1         | 8          | 0          | 1     | 0     | —              | —              | 9      | 0      |
| 2015/16 | Hong Kong Pegasus | Premier League | 12         | 0          | 8     | 0     | —              | —              | 20     | 0      |
| 2016/17 | Hong Kong Pegasus | Premier League | 19         | 0          | 2     | 0     | —              | —              | 21     | 0      |
| 2017/18 | Birkirkara        | Premier League | 12         | 0          | 3     | 0     | —              | —              | 15     | 0      |
| 2018/19 | Birkirkara        | Premier League | 21         | 0          | 2     | 0     | 2              | 0              | 25     | 0      |
| 2019/20 | Balzan            | Premier League | 16         | 1          | 3     | 0     | 2              | 0              | 21     | 1      |
| 2020/21 | Shkupi            | Prva Liga      | 27         | 0          | 0     | 0     | 1              | 0              | 28     | 0      |
| 2021/22 | Shkupi            | Prva Liga      | 30         | 0          | 0     | 0     | 4              | 0              | 34     | 0      |
| 2022/23 | Shkupi            | Prva Liga      | 26         | 0          | 0     | 0     | 8              | 0              | 34     | 0      |
| 2023    | DPMM              | S.League       | 5          | 0          | 7     | 0     | 1              | 0              | 13     | 0      |
| 2024/25 | DPMM              | S.League       | 24         | 0          | 4     | 0     | —              | —              | 28     | 0      |
| Totaal  | Totaal            | Totaal         | 252        | 1          | 36    | 0     | 22             | 0              | 310    | 1      |

Bijgewerkt op 29 april 2025.

## Interlandcarrière
Zijn debuut in het Macedonisch voetbalelftal maakte Naumovski op 14 november 2009, toen er met 3–0 gewonnen werd van Canada. De doelman mocht in de tweede helft invallen voor Tomislav Pačovski.
| Interlands van Kristijan Naumovski voor Macedonië | Interlands van Kristijan Naumovski voor Macedonië | Interlands van Kristijan Naumovski voor Macedonië | Interlands van Kristijan Naumovski voor Macedonië | Interlands van Kristijan Naumovski voor Macedonië | Interlands van Kristijan Naumovski voor Macedonië |
| №                                                 | Datum                                             | Wedstrijd                                         | Uitslag                                           | Competitie                                        | Goals                                             |
| Als speler van Rabotnički Skopje                  | Als speler van Rabotnički Skopje                  | Als speler van Rabotnički Skopje                  | Als speler van Rabotnički Skopje                  | Als speler van Rabotnički Skopje                  | Als speler van Rabotnički Skopje                  |
| ------------------------------------------------- | ------------------------------------------------- | ------------------------------------------------- | ------------------------------------------------- | ------------------------------------------------- | ------------------------------------------------- |
| 1                                                 | 14 november 2009                                  | Macedonië – Canada                                | 3 – 0                                             | Vriendschappelijk                                 |                                                   |
| Als speler van Dinamo Boekarest                   |                                                   |                                                   |                                                   |                                                   |                                                   |
| 2                                                 | 14 december 2012                                  | Macedonië – Polen                                 | 1 – 4                                             | Vriendschappelijk                                 |                                                   |
| 3                                                 | 3 juni 2013                                       | Zweden – Macedonië                                | 1 – 0                                             | Vriendschappelijk                                 |                                                   |
| 4                                                 | 30 mei 2014                                       | Qatar – Macedonië                                 | 0 – 0                                             | Vriendschappelijk                                 |                                                   |
| 5                                                 | 18 juni 2014                                      | China – Macedonië                                 | 2 – 0                                             | Vriendschappelijk                                 |                                                   |
| 6                                                 | 30 maart 2015                                     | Macedonië – Australië                             | 0 – 0                                             | Vriendschappelijk                                 |                                                   |

Bijgewerkt op 29 april 2025.

## Erelijst
| Competitie         |                  |                  |                  |                  |
| Competitie         | Aantal           | Jaren            |                  |                  |
| Dinamo Boekarest   | Dinamo Boekarest | Dinamo Boekarest | Dinamo Boekarest | Dinamo Boekarest |
| ------------------ | ---------------- | ---------------- | ---------------- | ---------------- |
| Cupa României      | 1                | 2011/12          |                  |                  |
| Supercupa României | 1                | 2012             |                  |                  |
| Shkupi             |                  |                  |                  |                  |
| Prva Liga          | 1                | 2021/22          |                  |                  |